# Aliança per al Futur d'Àustria
L'Aliança per al Futur d'Àustria (en alemany, Bündnis Zukunft Österreich, BZÖ) és un partit polític austríac.
Fou fundat amb una escissió del Partit de la Llibertat d'Àustria el 2005 i fou liderat per Jörg Haider fins a la seva mort l'11 d'octubre de 2008. Un dia després de la mort de Haider, Stefan Petzner, antic secretari general, en fou elegit president. Tanmateix, després de declarar Petzner que mantenia una relació més enllà de l'amistat amb Haider, la direcció del partit decidí substituir-lo per Josef Bucher.

## Resultats electorals

### Eleccions legislatives
| Any  | Líder              | Vots    | %    | Escons   | +/- | Govern            |
| ---- | ------------------ | ------- | ---- | -------- | --- | ----------------- |
| 2006 | Peter Westenthaler | 193,539 | 4.1  | 7 / 183  | Nou | Oposició          |
| 2008 | Jörg Haider        | 522,933 | 10.7 | 21 / 183 | 14  | Oposició          |
| 2013 | Josef Bucher       | 165,746 | 3.53 | 0 / 183  | 21  | Extraparlamentari |
| 2019 |                    | 760     | 0.02 | 0 / 183  | =   | Extraparlamentari |

### Eleccions europees
| Any  | Líder         | Vots    | %    | Escons | +/- |
| ---- | ------------- | ------- | ---- | ------ | --- |
| 2009 | Ewald Stadler | 131,261 | 4.6  | 1 / 17 | Nou |
| 2014 |               | 13,208  | 0.47 | 0 / 18 | 1   |